# Walter Kaufmann (Komponist)
Walter Kaufmann (* 1. April 1907 in Karlsbad; † 9. September 1984 in Bloomington, Indiana) war ein US-amerikanischer Musikethnologe, Komponist und Dirigent von österreichisch-ungarischer Herkunft, der sich besonders mit der Geschichte der indischen und ferner der chinesischen Musik beschäftigte.

## Leben
Walter Kaufmann war der Sohn von Julius Kaufmann († 1938 in Prag) und Josefine Kaufmann († 1954), beide waren Juden. Kaufmann erhielt nach dem Abschluss des Karlsbader Gymnasiums eine erste musikalische Ausbildung zunächst bei seinem Onkel, dem Komponisten und Musikhistoriker Moritz Kaufmann (* 1871; † um 1942 im KZ Treblinka), später in Prag beim Komponisten Fidelio F. Finke und dem Violinisten Willy Schweyda. Danach studierte er für kurze Zeit an der Berliner Hochschule für Musik bei Curt Sachs Musikwissenschaft und Komposition bei Franz Schreker. Ab 1927 setzte er sein Studium an der Karls-Universität Prag bei Gustav Becking und Paul Nettl fort. In den folgenden Jahren war er als Dirigent in Prag und Eger erfolgreich tätig, ebenso in Potsdam bei der UFA und an den Barnowsky-Bühnen in Berlin. Vorübergehend war er Assistent des Dirigenten Bruno Walter an der Deutschen Oper Berlin. Er arbeitete mit dem Komponisten Ralph Benatzky zusammen und dirigierte dessen Werke. Gleichzeitig führten mehrere Orchester in Berlin und der Tschechoslowakei seine eigenen Werke auf. Gemeinsam mit seinem Freund Wilhelm Grosz bildete er ein populäres Klavierduo, das neben zahlreichen Konzertauftritten und einer Reihe von Schallplatten auch im Rundfunk zu hören war, so beispielsweise im Februar 1930 bei der Uraufführung der Afrika Songs von Grosz in der Schlesischen Funkstunde. Zwischen 1932 und 1934 war Kaufmann auch als Pianist im Prager Rundfunk zu hören. Seine Dissertation über die Sinfonien Gustav Mahlers hatte Kaufmann in Prag zwar eingereicht, zog sie aber aus politischen Gründen 1934, ein Jahr nach der nationalsozialistischen Machtergreifung zurück.
In diesem Jahr ging Kaufmann nach Indien, um dort indische Musik zu studieren. Kaufmann finanzierte die Reise mit dem Verkauf der Aufführungsrechte seiner 1935 in Karlsbad uraufgeführten Operette Die weiße Göttin. Für ihn als Juden war es nicht mehr möglich, wie geplant an seine früheren Wirkungsorte zurückzukehren. In Bombay (heute Mumbai) wurde er beim staatlichen Rundfunksender All India Radio angestellt. Als Folge der Politik dehnte sich sein Aufenthalt in Indien auf zwölf Jahre aus und so leitete er von 1938 bis 1946 die Abteilung für europäische klassische Musik des Senders. Neben seiner Tätigkeit bei All India Radio komponierte Kaufmann zahlreiche Werke; sein Klavierkonzert von 1937 kam in diesem Jahr im Prager Rundfunk zur Erstausstrahlung. Bis dahin wurden auch seine früheren Kammermusikstücke und Orchesterwerke noch in Prag gesendet. Ferner komponierte er die Erkennungsmelodie von All India Radio, die ab 1971 durch Carla Bleys Escalator over the Hill dem internationalen Jazzpublikum bekannt wurde.
Kurz nach 1933 begannen die Nationalsozialisten, die Filmstudios der UFA für ihre nationale Propaganda zu missbrauchen. Unter der Gruppe der Filmschaffenden, die daraufhin nach Bombay kamen, waren 1934 der Filmregisseur Franz Osten, der ab 1935 Bollywood-Filme drehte, und der mit Franz Kafka befreundete Schriftsteller Willy Haas, letzterer auf Veranlassung von Kaufmann. Haas, Kaufmann und der indische Produzent und Regisseur Mohan Bhavnani arbeiteten an dem Film Prem Nagar zusammen, der 1940 in die Kinos kam. Haas war für das Drehbuch und Kaufmann für die Filmmusik verantwortlich. Zu den Filmen, für die Kaufmann die Musik komponierte, gehören außerdem Homi Wadias Toofani Tarzan (1937), eine grelle indische Version der Tarzan-Story, oder Ek Din Ka Sultan (1945) von Sohrab Modi. Kaufmann gründete den Kammermusikverein Bombay Chamber Society, der seine Kompositionen aufführte und in dem er Klavier und Bratsche spielte. Zu den Mitgliedern der Gruppe gehörte auch der Dirigent und Violinist Mehli Mehta (1908–2002), Vater des Dirigenten Zubin Mehta.
Kaufmann hatte die Absicht, 1945 nach Prag zurückkehren, dies gelang jedoch nicht, da das Vermögen seiner Mutter nach dem Krieg beschlagnahmt worden war und sie 1948 nach Kanada emigrieren musste. Stattdessen ging er von Bombay 1946 nach London, wo er ein paar Aufträge als Dirigent bei der BBC erhielt. Mehr Erfolg versprach er sich in Kanada, wo er ab 1947 Leiter des Pianoforte Department am Halifax Conservatory of Music von Halifax wurde und ein Jahr später musikalischer Leiter und Dirigent des Winnipeg Symphony Orchestra. Im Lauf der folgenden zehn Jahre führte das anfangs noch semiprofessionelle Orchester etwa 100 Werke auf, darunter auch zahlreiche von Kaufmann.
1955 erhielt Kaufmann in Spokane (Washington) die Ehrendoktorwürde. Von 1957 bis 1977 war Kaufmann ordentlicher Professor für Musikethnologie an der Indiana University Bloomington in den Vereinigten Staaten. Seit 1964 war Kaufmann US-amerikanischer Staatsbürger.
Walter Kaufmann war bis 1946 mit Gertrude Kaufmann, geb. Hermann, verheiratet, einer Tochter von Franz Kafkas Schwester Gabriele (genannt Elli, 1889–1942). Aus der Ehe ging eine in Bombay geborene Tochter hervor. Kaufmanns zweite Frau Freda, die er 1952 in Kanada heiratete, wird bei zwei seiner Opern als Librettistin erwähnt.

## Wirkung
Das Winnipeg Symphony Orchestra entwickelte sich unter Kaufmanns Leitung zu einem professionellen Klangkörper. Er verpflichtete einige Musiker aus Europa nach Winnipeg als Solisten. Kaufmanns kompositorisches Werk ist außergewöhnlich vielseitig, umfangreich und umfasst die gesamte Bandbreite der klassischen Genres. Es beinhaltet Einflüsse aus der indischen Musik sowie tonale und atonale Kompositionsweisen. Dennoch wird es heute kaum noch aufgeführt. Die Mehrzahl seiner Werke wurde nicht gedruckt und blieb nur in Form von Manuskripten erhalten.
Während seines Indienaufenthalts unternahm Kaufmann Reisen durch ganz Indien und nach China, wo er musikethnologisches Material sammelte. In den 1960er und 1970er Jahren verfasste er in den Vereinigten Staaten einige Publikationen zur indischen und chinesischen Musikgeschichte auf der Grundlage seiner Feldforschungen, die noch heute „wertvolle Referenzquellen im musikethnologischen Diskurs“ darstellen. Seine bekanntesten Werke sind The Ragas of North India von 1968 und The Ragas of South India von 1976. Alle Werke Kaufmanns sind auf Englisch verfasst, bis auf Altindien. Musikgeschichte in Bildern von 1981, das als Einziges in seiner deutschen Muttersprache erschien.
Im Jahr 2020 erschien erstmals ein Album mit Werken des Komponisten: Für die Reihe Music in Exile von Chandos Records spielte das ARC Ensemble (Artists of The Royal Conservatory in Toronto) einige Kammermusikwerke Kaufmanns ein.

## Kompositionen (Auswahl)
- Die weiße Göttin. Operette. Prag 1934
- Der Hammel bringt es an den Tag. Oper. Prag 1934
- Visages. Ballett in einem Akt. Winnipeg 1950
- A Parfait for Irene. Oper. Winnipeg 1952
- The Cloak. Oper, 1952
- Sganarelle. Oper. Vancouver 1955
- The golden Touch. Oper, 1955
- George From Paradise. Oper, 1959
- Paracelsus. Oper, 1960
- The Scarlet Letter. Oper. Indiana 1962
- The Research. Oper. Indiana 1966
- A Hoosier’s Tale. Oper. Indiana 1966
- Sechs Symphonien in den Jahren 1930, 1933, 1936, 1939, 1940, 1956
- Zehn Streichquartette und drei Klaviertrios 1935–1946
- Kammermusik, Ouvertüren, Suiten, darunter Madras Express 1948; 6 Indian Miniatures 1965
- Kantaten, Lieder, Filmmusiken

## Schriften (Auswahl)
- Folk-Songs of the Gond and Baiga. In: The Musical Quarterly, Vol. 27, No. 3, Juli 1941, S. 280–288
- The Art-Music of Hindustan. 1944 (Manuskript. Kopie in der New York Public Library)
- The Songs of the Hill Maria, Jhoria Muria and Bastar Muria Gond Tribes. In: Ethnomusicology, Vol. 4, No. 3, September 1960, S. 115–128
- The Folksongs of Nepal. In: Ethnomusicology, Vol. 6, No. 2, Mai 1962, S. 93–114
- Rasa, Rāga-Mālā and Performance Times in North Indian Ragas. (PDF; 2,2 MB) In: Ethnomusicology, Vol. 9, No. 3, September 1965, S. 272–291
- Musical Notations of the Orient: Notational Systems of Continental, East, South and Central Asia. Indiana University Humanities Series, Nr. 60. Indiana University Press, Bloomington 1967
- The Mudrās in Sāmavedic Chant and Their Probable Relationship to the Go-on Hakase of the Shōmyō of Japan. In: Ethnomusicology, Vol. 11, No. 2, Mai 1967, S. 161–169
- The Ragas of North India. Indiana University Press, Bloomington 1968
- The Problem concerning a Chinese Ming Bronze. In: Ethnomusicology, Vol. 12, No. 2, Mai 1968, S. 251–254
- Tibetan Buddhist Chant: Musical Notations and Interpretations of a Song Book by the Bkah Brgyud Pa and Sa Skya Pa Sects. Indiana University Humanities Series, Nr. 70. Indiana University Press, Bloomington 1975
- Musical References in the Chinese Classics. Information Coordinators, Detroit 1976
- The Ragas of South India: A Catalogue of Scalar Material. Indiana University Press, Bloomington 1976
- Altindien. Musikgeschichte in Bildern, Bd. 2. Musik des Altertums, Lieferung 8. VEB Deutscher Verlag für Musik, Leipzig 1981
- Selected Musical Terms of Non-Western Cultures: A Notebook-Glossary. Detroit Studies in Music Bibliography, Nr. 65. Harmonie Park Press, Warren (MI) 1990